# Croix-Catelan
Il Croix-Catelan è un complesso polisportivo di Parigi, in Francia.

## Storia

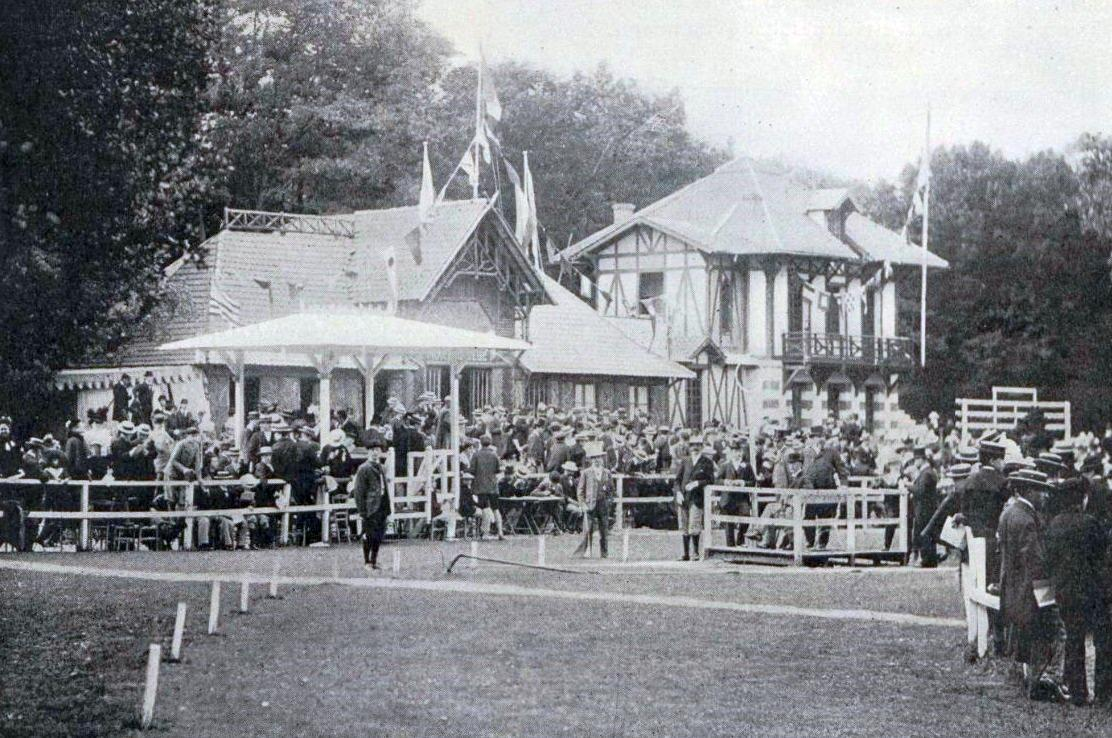
Lo chalet del Croix-Catelan nel 1897.

Situato nel XVI arrondissement, ai margini del Jardin du Pré-Catelan, in un'area di sei ettari nel Bois de Boulogne, fu sede delle competizioni del Racing Club de France dal 1886; il municipio parigino concesse alla società sportiva l'uso di quello spazio il 26 febbraio di quell'anno, mentre il 9 maggio fu inaugurato l'impianto, comprendente una pista di atletica in erba di 500 metri, uno chalet e gli spogliatoi.
Nel 1900, il Croix-Catelan ospitò le gare di atletica leggera e di tiro alla fune dei Giochi della II Olimpiade; fu inoltre sede le partite del campionato francese di tennis, fino alla costruzione dello Stade Roland Garros nel 1927.
Nel corso degli anni, questo complesso si ampliò, comprendendo oltre quaranta campi da tennis e due piscine (di cui una olimpionica), un campo da basket, un campo da calcio e diversi campi da pallavolo. Dal 2006, la gestione del sito è affidata al Gruppo Lagardère, che ha creato un'entità denominata Lagardère Paris Racing per la gestione del sito.